# Travis Garland
Travis Garland (nascido em 26 de julho de 1989, em Lubbock, Texas) é um cantor e compositor americano. ele começou sua carreira como membro da boyband NLT, que acabou em 2009. Desde então, ele está investindo em sua carreira solo.

## Carreira solo
Garland está trabalhando em seu primeiro álbum solo, que tem estréia prevista para 2010. Várias de suas canções podem ser vistas na internet, como "Glow Stick","Stranger", "Your Way or the Highway", "I Want It All", "Saving My Life", "Let Me Know", "Stranded", "Can't Believe it" (feat. Kevin McHale e RAS), "When You Learn How To Love", "Twilight", e outras. Seu primeiro single, "Believe", foi lançado no iTunes no dia 18 de maio de 2010, e apresentado por ele no American Idol no dia seguinte.